# UFC Fight Night: Cowboy vs. Cowboy
UFC Fight Night: Cowboy vs. Cowboy (также известно как UFC Fight Night 83) — событие организации смешанных боевых искусств Ultimate Fighting Championship, которое прошло 21 февраля 2016 года на спортивной арене Консол Энерджи-центр в городе Питтсбург, штат Пенсильвания, США.

## Положение до турнира

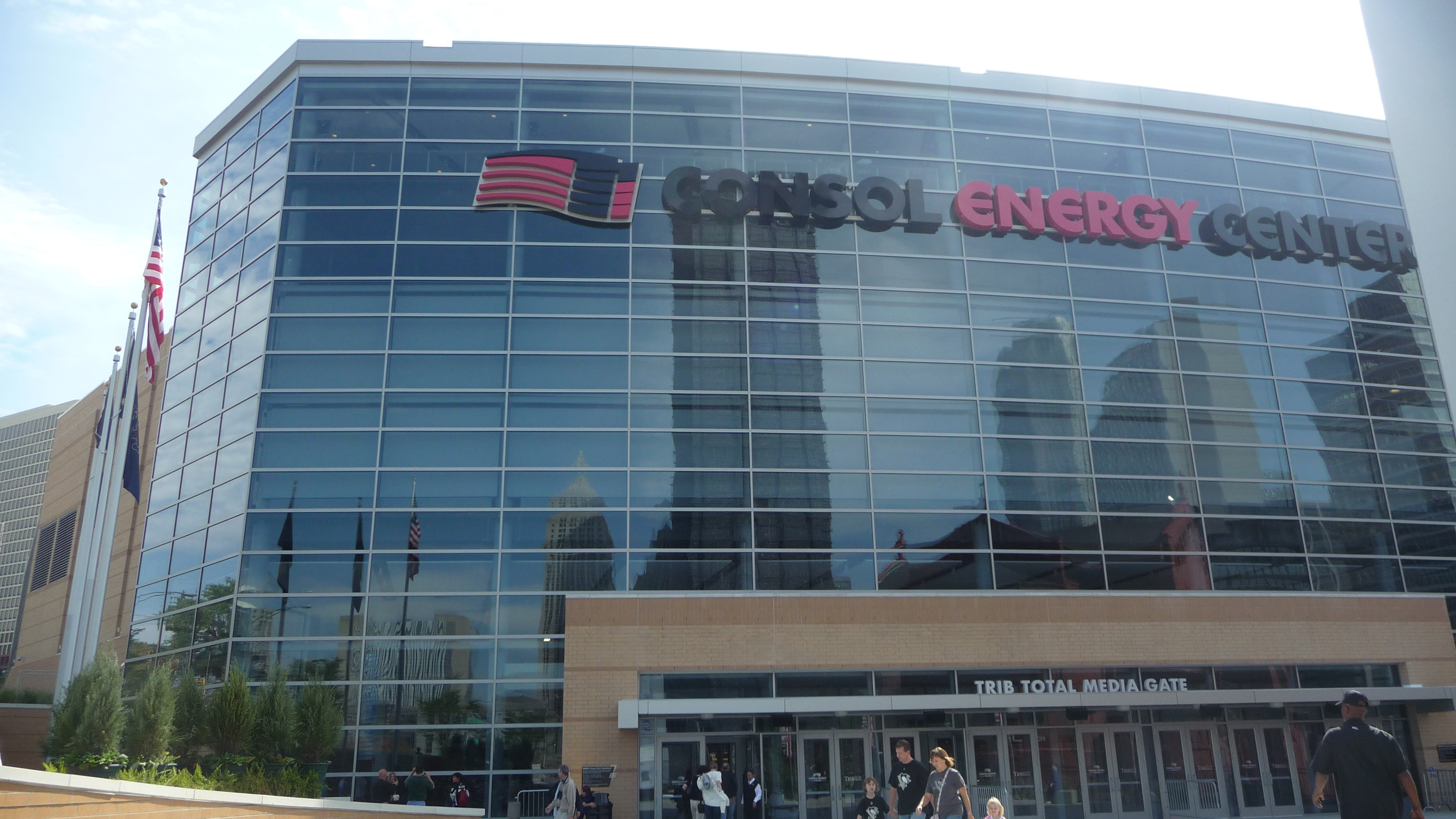
Консол Энерджи-центр

Это событие станет вторым в истории UFC проведённое в Питтсбурге, до этого здесь проводилось UFC Live: Kongo vs. Barry в июле 2011. Как ожидается главным боем вечера станет поединок в полусредней весовой категории между Дональдом Серроне и Тимом Минсом. Ранее Серроне выступал в лёгком весе, однако для этого боя поднялся до полусреднего. Однако вскоре Минс провалил допинг тест и был отстранён, на замену ему вышел Алекс Оливейра.
Сэм Алви должен был встретиться с Даниэлем Сарафяном, однако в конце декабря заявил, что выбывает из боя по причине перелома челюсти, ему на замену вышел Олувале Бемгбос.
Брайан Барберена должен был драться с Джонавином Уэббом на этом турнире, однако Барберену отправили на UFC on Fox: Johnson vs. Bader драться с Сэйджем Норткаттом, так как его соперник Эндрю Холбрук травмировался. Заменять Барберену на этом турнире будет Нейтан Кой.
Российский боец Шамиль Абдурахимов на этом турнире проведёт свой первый бой в UFC, его соперником станет бывший чемпион MFC в тяжёлом весе Энтони Хэмилтон.
Сара Мора должна была встретится с Лорен Мёрфи, однако 12 февраля Мора выбыла из боя по причине травмы. 16 февраля стало известно что на замену выйдет дебютантка UFC Келли Фазхольц.
Бой между Брэндоном Тэтчем и Сияром Бахадурзадой в полусреднем весе должен был пройти на этом событии, однако позднее бой был перенесён на UFC 196.
Джон Линекер выбыл из боя с Коди Гарбрандтом из-за лихорадки денге. На замену вышел новичок UFC Аугусто Мендес, бой пройдёт в промежуточной весовой категории до 64,4 кг.
Тревор Смит выбыл из боя против Леандро Аугусто из-за травмы. На замену выйдет Энтони Смит.

## Результаты
| Категория                            |                    |      |                           | Способ                                     | Раунд | Время |
| Основные бои (Fox Sports 1)          |                    |      |                           |                                            |       |       |
| Полусредний веc                      | Дональд Серроне    | поб. | Алекс Оливейра            | Удушающий приём (треугольник)              | 1     | 2:33  |
| Средний веc                          | Дерек Брансон      | поб. | Роан Карнейру             | Технический нокаут (удары)                 | 1     | 2:38  |
| Промежуточный вес (до 64,4 кг)       | Коди Гарбрандт     | поб. | Аугусто Мендес            | Технический нокаут (удары)                 | 1     | 4:18  |
| Полулёгкий вес                       | Деннис Бермудес    | поб. | Тацуя Кавадзири           | Единогласное решение (29-28, 29-28, 29-28) | 3     | 5:00  |
| Средний вес                          | Крис Камоцци       | поб. | Джо Риггс                 | Технический нокаут (удары коленями)        | 1     | 0:26  |
| Лёгкий вес                           | Джеймс Краузе      | поб. | Шейн Кэмпбелл             | Единогласное решение (29-28, 29-28, 29-28) | 3     | 5:00  |
| Предварительные бои (Fox Sports 1)   |                    |      |                           |                                            |       |       |
| Полусредний веc                      | Шон Стрикленд      | поб. | Алекс Гарсия              | Технический нокаут (удары)                 | 3     | 4:25  |
| Средний веc                          | Олувале Бемгбос    | поб. | Даниэль Сарафян           | Нокаут (удар ногой в голову и удары)       | 1     | 1:00  |
| Средний веc                          | Энтони Смит        | поб. | Леандро Аугусто Гимарайнш | Единогласное решение (29-28, 29-28, 29-28) | 3     | 5:00  |
| Полусредний веc                      | Нейтан Кой         | поб. | Джонавин Уэбб             | Единогласное решение (29-28, 29-28, 29-28) | 3     | 5:00  |
| Предварительные бои (UFC Fight Pass) |                    |      |                           |                                            |       |       |
| Женский легчайший вес                | Эшли Эванс-Смит    | поб. | Марион Рено               | Раздельное решение (30-27, 28-29, 29-28)   | 3     | 5:00  |
| Женский легчайший вес                | Лорен Мёрфи        | поб. | Келли Фазхольц            | Технический нокаут (удары локтями и удары) | 3     | 4:55  |
| Тяжёлый веc                          | Шамиль Абдурахимов | поб. | Энтони Хэмилтон           | Единогласное решение (30-27, 29-28, 29-28) | 3     | 5:00  |

## Награды
Следующие бойцы получили бонусные выплаты в размере $50 000:
- Лучший бой вечера: Лорен Мёрфи против Келли Фазхольц

- Выступление вечера: Дональд Серроне и Крис Камоцци